# Testudinella robertsonae
Testudinella robertsonae is een raderdiertjessoort uit de familie Testudinellidae. De wetenschappelijke naam van deze soort is voor het eerst geldig gepubliceerd in 1990 door Koste.